# 模擬市民3：夜店人生
《模擬市民3：夜店人生》是電腦遊戲《模擬市民3》推出的第三部資料片。《模擬市民3》官方網站於2010年8月宣佈，於2010年10月26日推出。
本資料片加入了新的公眾地方，包括酒吧、高級舞廳，成為一個社區名人、搖滾樂隊的一份子，甚至一位吸血鬼。本作亦增加了高層複式豪宅、浴泉及名牌房車等等，可讓模擬市民的生活大大豐富，增加遊戲的可玩性。

## 游戏玩法
在“模拟市民3：夜店人生”中，模拟市民可以前往到崭新的城市世界：桥港。游戏中的桥港有着诸多新的地段，与此同时有些地段要求必须为会员、吸血鬼和名人才可访问，但也可以通过贿赂等手段进行访问。在本作中，玩家可建筑或将模拟市民安排至高楼大厦中居住。
本作新添加两种类型的模拟市民：吸血鬼与名人。

### 吸血鬼
若玩家控制的模拟市民是一名吸血鬼，其市民会得到一些特殊的能力（例如：加快学习技能的速度或看穿其他模拟市民的心理想法，以便正常交往。在月圆之夜里，吸血鬼的行动速度将会加快。）但如果想让模拟市民要成为一名吸血鬼，模拟市民必须与吸血鬼达到朋友关系，然后再要求进行授予。在安装“模拟市民3：异能新世纪”资料片后，玩家可以直接从模拟市民编辑器中直接创建一名吸血鬼人物。

### 名人
若玩家模拟市民是一位名人，那么他们将获得商店的折扣活动或完全免费的消费，同时也可以收到粉丝邮件或一些狂热粉丝的礼物。此外，名人一般可以直接进入高级俱乐部。

### 技能
模拟人物也可以学习调酒（Mixology）技能，学习此技能可以使模拟市民在酒吧或在家里调配混合饮料。

## 桥港
桥港为“模拟人生3”系列游戏中的第一个城市世界地图，其余游戏世界地图大都是城镇或郊区。
桥港在许多方面类似的市中心，与它的父辈资料片模拟人生：火热约会和模拟人生2：美丽夜未眠资料片有诸多相似的地方。但区别在于桥港不是一所城镇，而是一个繁华的城市，其城市中的布局灵感源自于美国纽约等其它繁华城市。

### 灵感
桥港有着众多高层建筑以及大型房屋，并由桥梁将多个岛屿连接而组成。模拟市民可以通过驾驶和步行等其他方式穿过桥梁抵达新的地区。桥梁的灵感源自于美国旧金山、洛杉矶以及好莱坞山顶上的桥梁建筑。

## 音乐
“模擬人生3:夜店人生”的总计添加了18首音乐与专辑。
- 3OH!3 – Double Vision
- Bryan Rice – There for You
- Chiddy Bang – Here We Go
- Electrolightz – Miss Outta Control
- Eliza Doolittle – Rollerblades
- Foxy Shazam – Unstoppable
- Hadag Nahash – Lo Maspik
- Hadouken! – M.A.D.
- Jessica Mauboy – "Saturday Night"
- Junkie XL – Live Wired
- Kelis – Brave
- Kelly Rowland – Rose Colored Glasses
- King Fantastic – All Black Ying Yang (The Party Song)
- My Chemical Romance – Na Na Na (Na Na Na Na Na Na Na Na Na)
- Nikki & Rich – Next Best Thing
- The Ready Set – More Than Alive
- Soulja Boy – Speakers Going Hammer
- Travie McCoy – Need You

## 评价
CinemaBlend批評此遊戲有過多的秘技，但稱讚吸血鬼系統。

## 外部連結
- 《模擬市民3：夜店人生》官方網站 （英文）